# راس العين (عمان)
منطقة راس العين إحدى مناطق أمانة عمان الكبرى التي تشكل لواء قصبة عمان التابع لمحافظة العاصمة في المملكة الأردنية الهاشمية. تقع في الجزء الأوسط من العاصمة عمّان وتتكون من عدة أحياء أو تجمعات سكنية. سميت بهذا الاسم لأن سيل عمان كان منبعه فيها، قبل أن يجف وتنبض مياهه في القرن العشرين. ويقع فيها المبنى الرئيسي لأمانة عمان الكبرى.

## مساحتها
تبلغ مساحتها (676,239م²) وبعدد سكان (118,232 نسمة).

## الحدود التنظيمية
وتحدها تنظيميا عدد من المناطق هي : 
- من الشمال منطقة المدينة
- من الشرق منطقتي اليرموك و القويسمة
- من الغرب منطقة بدر
- من الجنوب منطقة أم قصير و المقابلين